# Paco Rabanne
Paco Rabanne, vlastním jménem Francisco Rabaneda Cuervo, (18. února 1934, Pasaia, Španělsko – 3. února 2023, Portsall, Francie) byl španělsko-francouzský módní návrhář, od 60. let 20. století jeden z představitelů světové haute couture.

## Život
Otec byl baskický důstojník španělské armády, přidal se k republikánům, a proto rodina ze Španělska musela za občanské války uprchnout do Francie. Matka pracovala do roku 1936 jako krejčová v San Sebastiánu v pobočce španělského módního závodu Cristóbala Balenciagy. Prožitek módního odívání tedy malý Francisco vnímal doma od matky.
V letech 1953–1961 Francisco vystudoval v Paříži architekturu na École superieure nationale des Beaux arts. Na studia si přivydělával grafickými návrhy oděvů a začal spolupracovat s oděvními firmami. Brzy na sebe upoutal pozornost excentrickými modely šatů. V šedesátých létech se stal již známým v oblasti francouzské módy. Roku 1966 založil svůj vlastní módní salón, přijal pseudonym Paco Rabanne a navrhoval oděvy z neobvyklých materiálů, jako je kov a papír, z textilií s třpytivou povrchovou úpravou. Například jeho šaty kosmického stylu byly pošity plíšky – třpytkami, volným spojením motivů s podkladem sledoval kinetický efekt – pohyblivost plíšků.

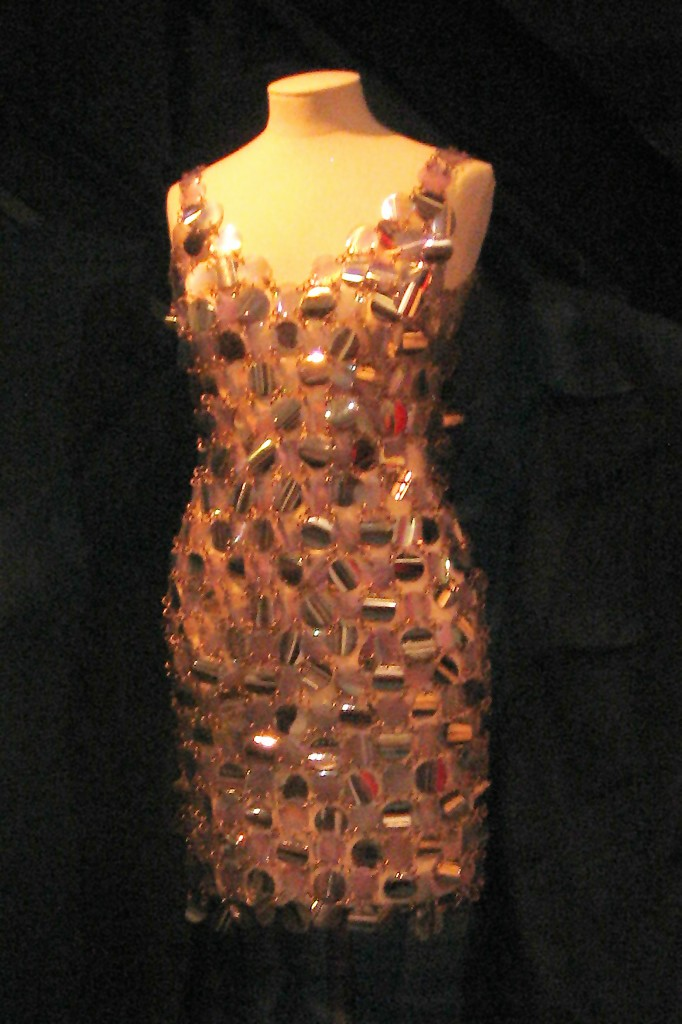
Šaty pro baronku Helenu Bachofenovou von Echt, představené na plese v New Yorku (1967)

Roku 1969 se Rabannovo portfolio rozšířilo o nabídku parfémů. Jeho dámský parfém Calandre byl velmi úspěšný. Následovaly parfémy pro muže Paco Rabanne pour Homme, Métal, La Nuit, Sport a XS nebo také One Million.
Jeho oděvy a parfémy se zařadily ke světové haute couture, staly se velmi oblíbenými po celém světě. Roku 1992 Paco Rabanne představil své modely španělskému králi Carlosovi a královně Španělska na světové výstavě v Seville. Jeho talent a úspěchy v oblasti světové módní, a také přispívání k mnoha humanitárním projektům byly oceněny udělením nejvyššího španělského vyznamenání. Francouzi jeho dílo ocenili titulem rytíře Řádu čestné legie a zlatou medailí ministerstva školství, kultury a sportu.
V 90. letech Paco Rabanne představil kolekci módní nabídky pro ženy prêt-à-porter féminin. Zahrnovala kromě oděvů a parfémů také šperky, kabelky, obuv a návrhy účesů.
Kromě návrhů oděvů Paco Rabane také maloval obrazy a rád svou image popularizoval v médiích s fantastickými či skandálními výroky o svém životě (například že žije třetí život, že dříve byl prostitutkou na dvoře Ludvíka XIV., že se osobně setkal s Ježíšem nebo že byl svědkem vraždy faraóna Tutanchamóna).